# SNCF Z 92050
De Z 92050 was een reeks van zes elektrische dubbeldekker-treinstellen die eigendom waren van de regio Nord-Pas-de-Calais.

## Beschrijving
De treinstellen zijn afgeleid van de SNCF Z 20500 die gebruikt worden bij Transilien. De treinen waren direct eigendom van de regio Nord-Pas-de-Calais, wat de reden is dat het treinstelnummer begon met "9".

### Verplaatsing
Het Syndicat des transports d'Île-de-France heeft besloten de treinstellen over te nemen van de regio Nord-Pas-de-Calais, voor een bedrag van 16,5 miljoen euro. De treinstellen worden vanaf 2015 na renovatie en hernummering gebruikt voor de Transilien lijn P-verbinding Paris-Est - Château-Thierry.

## Treindiensten
Deze treinen werden door de SNCF op de TER Nord-Pas-de-Calais ingezet rond Lille.